# Hermann Becks
Hermann Becks (* 24. August 1897 in Wesel; † 13. Juli 1962 in San Francisco) war ein deutsch-amerikanischer Zahnmediziner und Hochschullehrer. Er gilt als Pionier der Parodontologie und der Oralbiologie.

## Leben
Becks nahm als Artillerieoffizier am Ersten Weltkrieg teil und studierte ab 1918 Medizin und Zahnmedizin an der Albert-Ludwigs-Universität Freiburg, der Universität Rostock und der California State University. In Freiburg wurde er Mitglied des Corps Suevia. 1922 bestand er in Rostock das Staatsexamen in Zahnheilkunde. Im selben Jahr wurde er zum Dr. med. dent. promoviert, 1927 zum Dr. med. 1933 legte er das zahnmedizinische Doktorexamen an der University of California ab.
1924 bis 1928 war Becks Assistent am Zahnärztlichen Institut der Universität Freiburg bei Wilhelm Herrenknecht. 1928 emigrierte er in die Vereinigten Staaten wurde außerordentlicher Professor für Medizin und Zahnheilkunde, Abt. Forschung, an der University of California in San Francisco. 1931 wurde er außerordentlicher Professor für Pathologie, 1934 außerordentlicher Professor für Zahnmedizin. 1939 wurde er Leiter der Abteilung für Zahnmedizin. 1941 erhielt er eine ordentliche Professur für Zahnmedizin. Ab 1953 war er Professor für Zahnmedizin und Dekan der Fakultät Biologie des Mundes, 1959 Professor für Zahnmedizin und Biologie des Mundes an der Akademie für Zahnheilkunde und Biologie des Mundes an der Akademie für Zahnheilkunde an der University of California. 1962 erlag er den Folgen eines Herzinfarkts. 1973 wurde er posthum in die Pierre Fauchard Academy Hall of Fame of Dentistry aufgenommen.

## Familie
Becks heiratete 1930 Elsbeth Ruth Schmitt aus Chemnitz. Aus der Ehe gingen ein Sohn und eine Tochter hervor.

## Veröffentlichungen
- Zur Nosologie der haemorrhagischen Diathesen. Diss. Rostock 1926
- Ergebnisse neuerer Speichel-Untersuchungen. Mit besonderer Berücksichtigung der Gravidität und der Paradentosen Berlin: Meusser, 1929
- (mit Herbert M. Evans) Atlas of the Skeletal Development of the Rat. University of California Berkeley 1953